# CMC Holdings
Die CMC Holdings Limited ist ein Fahrzeugimporteur in Kenia, Uganda und Tansania. Gegründet wurde das Unternehmen als Cooper Motor Corporation im Juli 1948 von zwei Fahrzeughändlern namens Allen und Cooper, die damit den Import des Land Rover nach Ostafrika begannen.

## Geschichte
Im Laufe der Jahre kamen Fahrzeuge von Volkswagen, Audi und Nissan hinzu. In den 1960er und 1970er Jahren übernahm das Unternehmen eine Reihe anderer Gesellschaften, unter anderem die Wilken Group und einen 33%igen Anteil an Leyland Kenya (heute Kenya Vehicle Manufacturers).
Im Jahr 1971 wurde die Cooper Motor Corporation in die CMC Holdings Limited umstrukturiert. Im Jahr 1981 übernahm CMC die Konzessionen für Ford und Mazda, später auch für Suzuki.
Die Exklusivrechte für mehrere Marken wurden 2012 aufgehoben. Am 11. Februar 2015 wurde die Börsennotierung der CMC Holdings nach Übernahme durch die Al-Futtaim Group beendet, nachdem die Notierung bereits im September 2011 ausgesetzt worden war.
Zu den Tochtergesellschaften der CMC Holdings gehören die CMC Motors Group Ltd, die Cooper Motor Corporation (Uganda) Ltd, Hughes Motors (Tanzania) Ltd und Hughes Agriculture (Tanzania) Ltd.